# Болотный гракл
Болотный гракл (лат. Quiscalus palustris) — вымерший вид птиц из семейства трупиаловых. Являлся эндемиком центральной части Мексики. Его не наблюдали с 1910 года. Причиной исчезновения вида могло послужить преобразование болот, где, по обоснованному предположению учёных, жили эти птицы, в сельскохозяйственные угодья.

## Биология

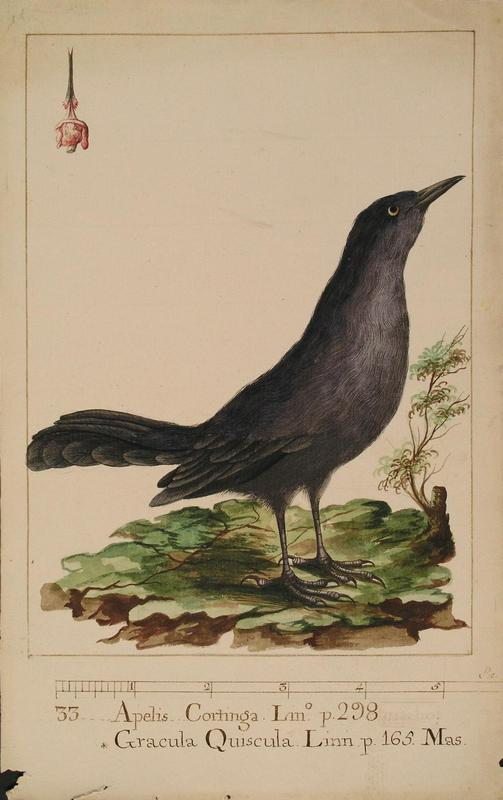
Самец, нарисованный Хосе Мариано Мосиньо

Питались животной и растительной пищей, в том числе фруктами.

## Таксономия

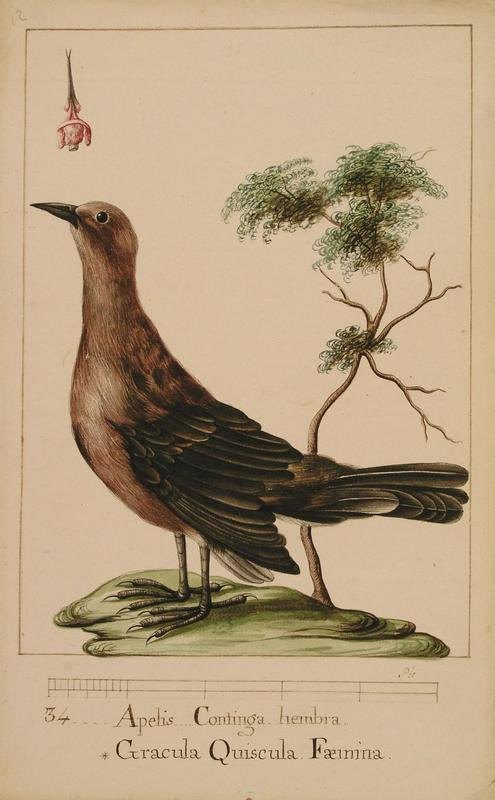
Самка

Считается, что данный вид отделился от Quiscalus mexicanus недавно, примерно 2000 лет назад.

## В культуре
Ацтеки приносили этих птиц в жертву богу огня.